# J. R. Allen
J. R. Allen, eigentlich James R. Allen, (* 1930; † 15. Februar 1973 nahe Rome, Floyd County, Georgia) war ein US-amerikanischer Politiker.
Allen bekleidete in den Jahren 1969 bis zu seinem Tod das Amt des Bürgermeisters von Columbus, Georgia. Er starb am 15. Februar 1973 bei einem Flugzeugabsturz nahe Rome, Georgia. Das Mitglied des Stadtrates von Columbus, A. J. McClung, übernahm daraufhin als Bürgermeister pro tempore die Amtsgeschäfte bis zur Wahl eines neuen Bürgermeisters.